# Camp d'Eulària

El Camp d'Eulària, respecte del terme de l'Estany

El Camp d'Eulària és un paratge de camps de conreu del terme municipal de l'Estany, a la comarca del Moianès.
Està situat a la part central del terme municipal, a migdia del nucli urbà de l'Estany. És a ponent de la carretera C-59, al nord de la Barquera i a ponent del Camp de les Pedres. És al peu del vessant nord-est del Serrat de la Creu, a llevant del Collet de Cal Parrella. Aquest camp havia format part de l'estany de l'Estany.